# 胸がドキドキ
「胸がドキドキ」（むねがドキドキ）は、THE HIGH-LOWSの楽曲。同グループ4枚目のシングルとして1996年2月21日にキティエンタープライズから発売された。

## 背景
初出アルバムは、1996年発売の『名探偵コナン主題歌集』にカップリング曲とともに収録されており、THE HIGH-LOWS名義では2001年に発売されたベスト・アルバム『flip flop』に収録されている。

### 胸がドキドキ
よみうりテレビ・日本テレビ系テレビアニメ『名探偵コナン』の初代オープニングテーマに起用された。1997年以降『名探偵コナン』の主題歌はビーイング主導へとシフトしたため、後に発売された『THE BEST OF DETECTIVE CONAN』シリーズには未収録となっている。2016年に放送されたTVスペシャル『名探偵コナン エピソード“ONE” 小さくなった名探偵』にて事実上のオープニングテーマとして約20年ぶりに使用された。
『名探偵コナン』の原作漫画では、少年探偵団のメンバーが「胸がドキドキ」を口ずさんでいるシーンがある。
2006年に発売されたベスト・アルバム『FLASH 〜BEST〜』には、別バージョンが収録されている。

## 制作
作詞・作曲者のクレジットは甲本ヒロトと真島昌利の共作になっているが、実際には作詞を甲本、作曲を真島が行っている。これは、ビートルズのソングライターコンビ『レノン＝マッカートニー』を意識したため。ザ・ハイロウズにおける彼らの唯一の共作曲である。「〆切が近くなったから、マーシーと二人でホテルにこもって一晩で作ったんだ」と甲本談。

### 胸がドキドキ
甲本が「あの曲はコナンが歌ってるんだよ」と発言したこともある。リリース当時の大島のレギュラー番組ではオンエアされず、ライブでもあまり演奏されたことがない。ただし、地方ツアーで演奏された事はある。宮崎公演においては甲本が「みんな、ちっちゃな探偵の曲を知ってるか！」とMCで煽り、観客もタイアップの事実は知っていたため「イエーイ！」とノッて答えたものの、当時宮崎県では鹿児島讀賣テレビなど他県の放送を受信可能な一部の地域を除き『名探偵コナン』が放送されていなかったため、観客のほとんどは『名探偵コナン』の主題歌としてこの曲が流れるところを見たことがなかった。テレビ宮崎で遅れ放送という形ではあるものの、同番組がネットされるようになったのは2010年になってからである。
ライブで演奏されたことが現在確認できるものとしては、映像作品『TRASH-BAG』では1996年の学祭ツアーで「ベイ・シッティー・ローラーズ」を名乗り、アンコールで演奏している映像が見られる。

### そばにいるから
ビートルズの「フリー・アズ・ア・バード」を意識して作られており、『名探偵コナン』の第12話では挿入歌としても使用された。

## ディスクジャケット
ジャケットは主人公の江戸川コナンとヒロインの毛利蘭が黒ずくめの組織の上でこらしめている絵、それにアニメ化された黒の組織の服を着たバンドメンバーのセルイラストが使われ、裏ジャケットにはメンバーの写真がある。バックのアニメも歌詞やメロディに沿ったものが作られていた。

## 収録曲
| 全作詞・作曲: 甲本ヒロト・真島昌利、全編曲: THE HIGH-LOWS。 |                                      |                        |                        |      |
| #                                                           | タイトル                             | 作詞                   | 作曲・編曲             | 時間 |
| 1.                                                          | 「胸がドキドキ」                     | 甲本ヒロト ・ 真島昌利 | 甲本ヒロト ・ 真島昌利 | 4:12 |
| 2.                                                          | 「そばにいるから」                   | 甲本ヒロト ・ 真島昌利 | 甲本ヒロト ・ 真島昌利 | 5:25 |
| 3.                                                          | 「胸がドキドキ」(オリジナルカラオケ) | 甲本ヒロト ・ 真島昌利 | 甲本ヒロト ・ 真島昌利 |      |
| 合計時間:                                                   | 合計時間:                            | 13:56                  |                        |      |

## メディアでの使用
| # | 曲名               | タイアップ                                                                        | 出典  |
| - | ------------------ | --------------------------------------------------------------------------------- | ----- |
| 1 | 「胸がドキドキ」   | YTV/NTV系全国ネットアニメ『名探偵コナン』オープニングテーマ                       | [ 5 ] |
| 1 | 「胸がドキドキ」   | TVスペシャル『名探偵コナン エピソード“ONE” 小さくなった名探偵』オープニングテーマ | [ 3 ] |
| 2 | 「そばにいるから」 | YTV/NTV系全国ネットアニメ『名探偵コナン』第12話挿入歌                             |       |